# Narcao
Narcao est une commune italienne d'environ 3 200 habitants, située dans la province du Sud-Sardaigne, dans la région Sardaigne en Italie.

## Administration
| Période                                  | Période | Identité | Étiquette | Qualité |
| ---------------------------------------- | ------- | -------- | --------- | ------- |
|                                          |         |          |           |         |
| Les données manquantes sont à compléter. |         |          |           |         |

### Hameaux
Riomurtas, Terraseo, Pesus, Is Meddas, Is Sais, Is Aios, Terrubia, Is Cherchis

### Communes limitrophes
Carbonia, Iglesias, Nuxis, Perdaxius, Siliqua, Villamassargia, Villaperuccio